# 田村正
田村 正（たむら ただし、1904年（明治37年） ‐ 1986年（昭和61年））は、日本の農学者・水産学者。学位は、農学博士（北海道帝國大学）。専門は灌水増殖学。北海道大学名誉教授。函館短期大学学長。新潟県出身。

## 略歴
- 1926年（大正15年） - 北海道帝国大学農学部卒業。同農学部助手
- 1935年（昭和10年） - 函館高等水産学校助教授
- 1943年（昭和18年）- 函館高等水産学校教授
- 1949年（昭和24年） - 北海道大学水産学部教授
- 1951年（昭和26年） -　北海道大学より農学博士の学位を取得、学位論文の題は「外囲の変化が魚類に及ぼす影響」[3]。
- 1967年（昭和42年） - 北海道大学停年退官。同名誉教授。函館短期大学食物栄養科教授
- 1978年（昭和53年） - 函館短期大学学長代行
- 1979年（昭和54年） - 函館短期大学学長
- 1982年（昭和57年） - 函館短期大学退職[4]

## 受賞歴
- 日本水産学会功績章
- 勲二等瑞宝章（1975年（昭和50年））

## 主著
- 『水産増殖学』（紀元社出版 1956年初版・1958年3版）
- 『浅海増殖学』（恒星社厚生閣 1960年初版・1964年改訂増補版）